# Martin Josef Munzinger
Martin Josef Munzinger (Olten, 11 november 1791 - Bern, 6 februari 1855) was een Zwitsers politicus uit het kanton Solothurn. Van 1848 tot 1855 was hij lid van de Bondsraad. In 1851 was hij bondspresident van Zwitserland.

## Biografie

### Afkomst en opleiding
Martin Josef Munzinger was een zoon van Konrad Munzinger, die handelaar was, en van Elisabeth Schmid. Hij was een broer van Ulrich Munzinger en huwde in 1815 een eerste maal met Magdalena Brunner en in 1819 een tweede maal met Anna Maria Lüthi, een bakkersdochter. Na zijn schooltijd in Solothurn volgde hij een handelsopleiding in Bologna.

### Lokale en kantonnale politiek
Nadat Munzinger in 1814 betrokken was hij een poging om de patriciërsregering in Solothurn ten val te brengen, werd hij verbannen en verbleef hij enkele maanden in Como. Van 1817 tot 1825 was hij gemeentesecretaris in Olten. Vanaf 1830 keerde hij terug op het kantonnale politieke toneel. Vanaf 1831 zetelde hij in de Kantonsraad van Solothurn en de Regeringsraad van Solothurn. In 1833 werd hij landammann. Hij zetelde tevens in de Tagsatzung.
Munzinger was een voorstander van het representatieve systeem en de omvorming van Zwitserland tot een federale staat. Als verlicht politicus, evenwel zonder doctrinair liberaal te zijn, pleitte hij voor de oprichting van een staatskerk. Als realist wist hij de conservatieve opvattingen van de plattelandsbevolking evenwel te respecteren en nam hij in confessionele kwesties een gematigd standpunt in. Zijn vooruitstrevende beleid op kantonnaal niveau werd gekenmerkt door het toekennen van gelijke rechten, de afschaffing van feodale rechten, de hervorming van het schoolsysteem en de aanleg van het wegennet.

### Federale politiek

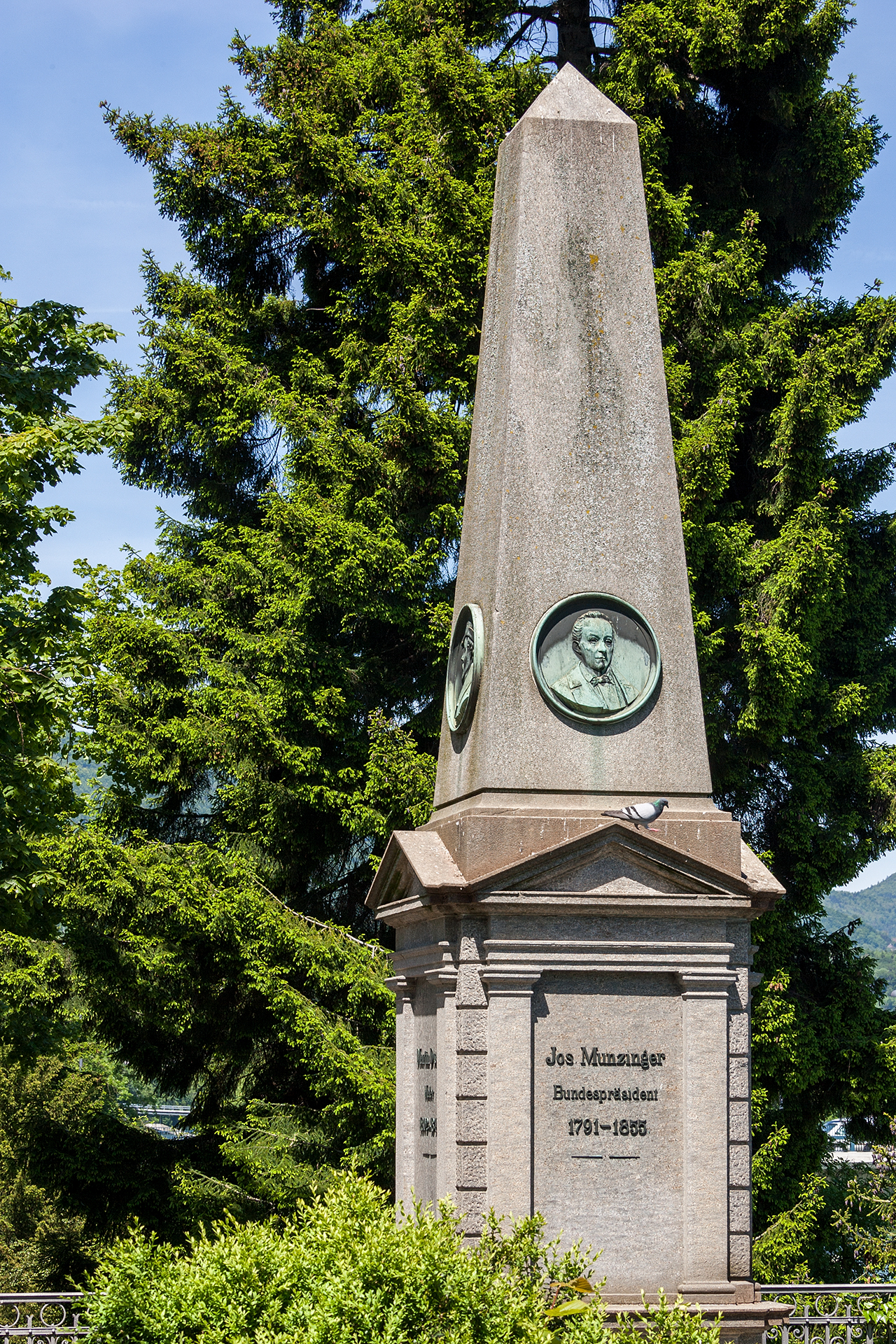
Monument voor Martin Josef Munzinger in Olten.

Munzinger was op nationaal niveau actief als bemiddelaar tijdens de verdeling van het kanton Bazel in 1833, de affaire van de kloosters van Aargau in 1841 en de Sonderbund-oorlog in 1847. Daarnaast zat hij in tal van confederale commissies, met name die ter voorbereiding van de herziening van de Zwitserse Grondwet. Vervolgens werd hij aangeduid om te zetelen in de nieuw opgerichte Kantonsraad, waar hij slechts gedurende tien dagen zetelde, van 6 tot 16 november 1848.
Bij de eerste Bondsraadsverkiezingen op 16 november 1848 werd Munzinger verkozen tot lid van de eveneens nieuw opgerichte Bondsraad. Van 1848 tot 1850 en in 1852 beheerde hij het Departement van Financiën. In die functie was hij verantwoordelijk voor de invoering van de Zwitserse frank in 1850, die de diverse kantonnale valuta verving. In 1850 was hij tevens vicevoorzitter van de Bondsraad. In 1851 was hij bondspresident van Zwitserland en beheerde hij het Departement van Politieke Zaken. Vervolgens leidde hij in 1853 en 1854 het Departement van Posterijen en Constructie en in 1855 het Departement van Handel en Douane.
Hij werd beschouwd als een van de leiders van de jonge democratie in Solothurn en had de reputatie van een overtuigd bemiddelaar in de federale commissies, die ook werd erkend tijdens zijn tijd als hoofd van het Departement van Financiën. De laatste jaren van zijn carrière werden evenwel overschaduwd door ziekte. Bij de Bondsraadsverkiezingen van 1854 werd hij nog herverkozen, maar enkele maanden later overleed hij in functie op 63-jarige leeftijd. Hij werd opgevolgd door Melchior Josef Martin Knüsel.